# Đại Phước, Đồng Nai
Đại Phước là một xã thuộc tỉnh Đồng Nai, Việt Nam.

## Địa lý
Đại Phước liền kề với các xã: Phú Hữu, Phú Đông, Phú Thạnh.
Xã Đại Phước có diện tích 16,55 km², dân số năm 1999 là 7.846 người, mật độ dân số đạt 474 người/km².

## Hành chính
Xã Đại Phước được chia thành 3 ấp: Bến Cộ, Cù Lao, Phước Lý.

## Giao thông
Từ Đại Phước có thể đi phà Cát Lái để qua thành phố Thủ Đức, TPHCM.